# Erotyki, fraszki, obrazki, epigramaty
Erotyki, fraszki, obrazki, epigramaty – zbiór polskich erotyków, fraszek, obrazków i epigramatów z 2. poł. XVI w., przypisywany Erazmowi Otwinowskiemu
Wiersze pozostawały w manuskrypcie aż do końca XIX w., kiedy to Aleksander Brückner odnalazł je w kodeksie rękopiśmiennym w Bibliotece Zamoyskich (obok wierszy Mikołaja Sępa Szarzyńskiego lub przypisywanych jemu). Brückner opublikował je częściowo w 1891 jako wiersze nieznanego poety. Pełne wydanie opublikował Ignacy Chrzanowski w 1903. Zatytułował je Erotyki, fraszki, obrazki, epigramaty, zaś autora określił jako Anonima-Protestanta.
Autorstwo utworów nie jest pewne. Realia i aluzje wskazują, że autor był protestantem, zetknął się w kulturą  i literaturą francuską, zaś w 1563 towarzyszył Janowi Baptyście Tęczyńskiemu w podróży do Szwecji. Teksty przypisywane były Stanisławowi Porębskiemu, poecie wspomnianemu przez Jana Kochanowskiego, którego dzieła jednak nie zachowały się. Obecnie wiersze przypisywane są Erazmowi Otwinowskiemu, aczkolwiek nie jest to pewna identyfikacja.
Utwory zbiorku są niejednorodne. Większość z nich to erotyki w formie listów, prawdopodobnie skierowanych do żony. Zawierają one wiele szczegółów, rzeczowych informacji i zaleceń rodem z potocznej korespondencji. Oprócz tego tom zawiera listy w formie fraszek, skierowane częściowo do innych osób, obrazki obyczajowe, facecje antyklerykalne. Niektóre utwory zbliżone są charakterem do Figlików Mikołaja Reja.